# West Midlands (grevskap)
West Midlands är ett ceremoniellt grevskap och ett storstadslän (metropolitan county) i centrala England i Storbritannien. Det är starkt urbaniserat med städer som bland annat Birmingham, Coventry och Wolverhampton. Det är bildat av delar från de traditionella grevskapen Warwickshire, Staffordshire och Worcestershire. Invånarantalet uppgår till cirka 3,0 miljoner, vilket gör det till Storbritanniens näst folkrikaste storstadsområde, efter London och strax före Greater Manchester.
West Midlands är indelat i sju storstadsdistrikt (metropolitan boroughs); Birmingham,  Coventry,  Dudley, Sandwell, Solihull,  Walsall och Wolverhampton.
Det hade en gemensam fullmäktige (county council) till 1986, då organisationen avskaffades och dess funktioner överfördes på de sju ingående distrikten. 